# Филимоново (Никольский сельский округ)
Филимоново — деревня Ростовского района Ярославской области, входит в состав сельского поселения Петровское.

## География
Расположена в 8 км на северо-запад от посёлка Петровское и в 28 км на юго-запад от Ростова.

## История
В конце XIX — начале XX деревня являлась центром Дубровской волости Ростовского уезда Ярославской губернии. В 1885 году в селе было 40 дворов.
С 1929 года деревня входила в состав Дементьевского сельсовета Ростовского района, в 1935—1959 годах — в составе Петровского района, с 1954 года — в составе Никольского сельсовета (сельского округа), с 2005 года — в составе сельского поселения Петровское.

## Население
| 1859 | 2007 | 2010 |
| ---- | ---- | ---- |
| 254  | ↘18  | ↗33  |

### Известные жители
- Мартьянов, Александр Алексеевич (1898—1977) — советский военачальник, генерал-майор.